# Товариство Туле

Емблема товариства Туле. 1919

Товариство Тýле (нім. Thule-Gesellschaft) — німецьке окультне й політичне товариство, що з'явилося у Мюнхені в 1918 році. Повна назва — «Група дослідження германської старовини» (нім. Studiengruppe für germanisches Altertum). Назва походить від острова Туле — містичної північної країни з давньогрецьких легенд. Члени товариства внесли помітний вклад у створення Німецької робітничої партії, що згодом була трансформована Гітлером у Націонал-соціалістичну робітничу партію Німеччини (НСРПН).

## Діяльність
Слово «Туле» набуло поширення у правих радикалів після видання північних саг 1913 року (серія мала цю назву як вказівку на північний острів, що згадується в античних джерелах). У 1918 році Рудольф фон Зеботендорф створив расистське «фелькіше» Товариство «Туле» в Мюнхені. Зеботендорф вважав, що Туле було найдавнішою в історії людства німецькою культурою і мало розвинену науку, зокрема, її астрономічні записи пізніше нібито послужили джерелом для створення рун. Сліди цієї культури він знаходив у всій Євразії, зокрема, у Палестині (до того, як туди прийшли євреї), навіть у біблійних велетнях він вбачав натяки на «пануючу расу».
Це товариство надавало військову підтримку проти лівої революції в Баварії навесні 1919 року і може вважатися попередником НСРПН[джерело?].
У 1918—1925 роках, попри інтереси засновників, були проведені тільки дві лекції на теми окультизму. Решта стосувалися мегалітів, прабатьківщини тевтонців, фольклору, євреїв, сіонізму і різних політичних питань. Після 1925 року активність товариства стала незначною.

## Друкований орган
У 1918 році для потреб цього товариства Зеботендорф придбав мюнхенську щотижневу газету Münchener Beobachter («Мюнхенський оглядач»). Пізніше газета, перейменована у Völkischer Beobachter («Народний оглядач»), стала головним друкованим органом НСРПН. Редакцію газети очолив Карл Гарер.

## Роль у Третьому рейху
Членами товариства були Рудольф Гес і Ганс Франк. Альфред Розенберг і Дітріх Екарт, радники А. Гітлера, мали контакти з товариством.

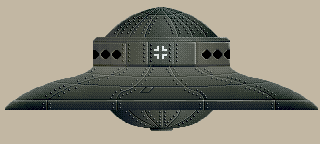

Як і «Аненербе», Товариство Туле стало центром уваги з припущеннями штибу «теорій змови», що стосувалися всієї нацистської Німеччини. Стверджувалося, зокрема, що це товариство причетне до створення секретної зброї та модерних літальних апаратів. Також існує думка, що члени товариства не лише вчили Гітлера мистецтву публічних виступів, але й передали йому якісь магічні секрети впливу на маси люду, що дозволили йому домогтися політичного успіху.

## Ідеологія
Основною темою досліджень товариства було походження «арійської раси». Країна острову Туле (грец. Θούλη) розміщувалася давньогрецькими і давньоримськими географами на крайній півночі. Товариство було названо на честь лат. Ultima Thule («найвіддаленіша Туле») — далекої північної частини «Туле», згадуваною Вергілієм в «Енеїді», що зазвичай сприймають як Скандинавію. Нацистські містики заявляли, що це була столиця стародавньої Гіпербореї, що знаходилася на далекій півночі, поруч з Ґренландією та Ісландією.
Члени товариства вірили, що «арійці» були вищою расою, яка нібито існувала в доісторичну епоху на легендарному материку Атлантиді. Міф про це стверджував, що жителі Туле були нащадками «арійців», котрі вижили після загибелі Атлантиди.
У товаристві були популярні ідеї, як, наприклад, девіз «Шлях — у Тобі» (нім. Der Weg ist in Dir). Члени товариства також вірили в те, що «арійці» володіли секретним знанням, яке можна перейняти шляхом магічних ритуалів.
Легенда про таємничий острів надавала членам «Товариства Туле» не тільки віру в істот, що зберігають мудрість міфічної цивілізації, але також можливість стверджувати, що німці — спадкоємці «арійців», що робило їх «расою панів» (нім. Herrenrasse).
Ідеї Туле вплинули на багатьох діячів Третього рейху. У 1933 році Герман Вірт, один із засновників товариства «Аненербе» («Спадщина предків»), організував у Берліні релігійно-історичну виставку під назвою «Святі подавці. З Туле в Галілею і назад з Галілеї в Туле». На думку Вірта християнство було слабким відлунням духовної культури Туле. Інший співробітник «Аненербе» Отто Ран вважав Ісландію островом країни Туле, проте після відвідин даного острова був розчарований. Ототожненнями Атлантиди і прабатьківщини нордичної раси займався і Альфред Розенберг, вважаючи що раніше на території Арктики був м'якший клімат.

## Після війни
У 1960 році вийшла книга-бестселер «Ранок магів» французьких журналістів Жака Бержье і Луї Повеля, яка послужила джерелом багатьох сумнівних тверджень, пов'язаних із товариством, зокрема про членство в ньому Гітлера і Гаусхофера, пошуках нацистів уявної теософами Шамбали та ін.
У 1964 році концепція Туле знову з'явилася в книзі Роберта Шарру разом з ідеями походження гіперборейців з Венери і протистоянням останніх з євреями. Вільгельм Ландиг присвятив міфічній історії нордичної прабатьківщини і «іудо-християнської» змови фантастичну трилогію і заснував власне нео-фелькіше суспільство Landig Group, в якому розвивав ідеї аріософії. У 1970-80-ті роки образ Туле і пов'язані з ним міфи почали використовувати неонацисти[джерело?].